# Qalansiyah

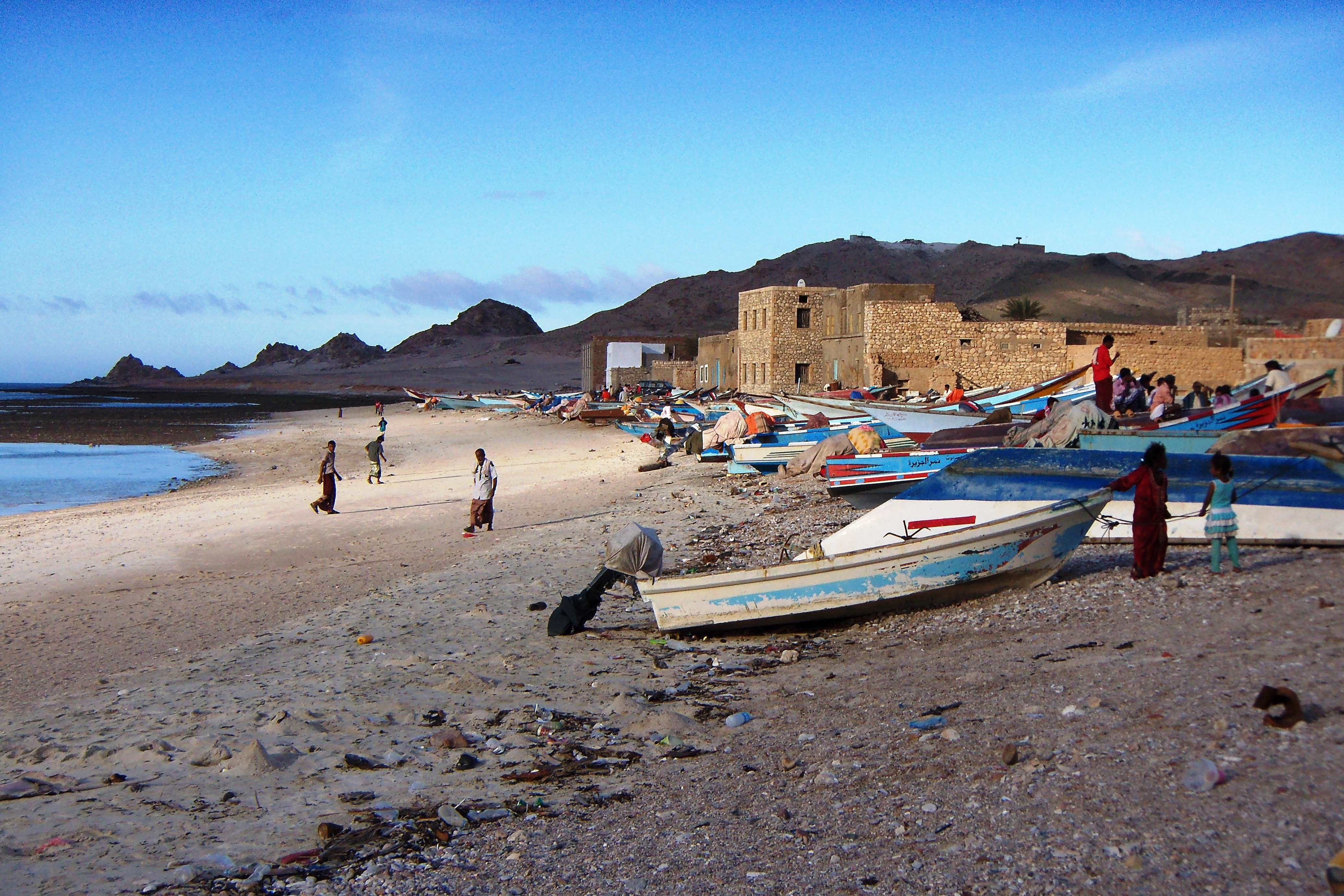
Pueblo pesquero de Qalansiyah

Qalansiyah es una ciudad en la isla de Socotra, Yemen. Su población aproximada es de 4 000 habitantes. La mayoría de la población son pescadores de sustento.